# So Savoeun

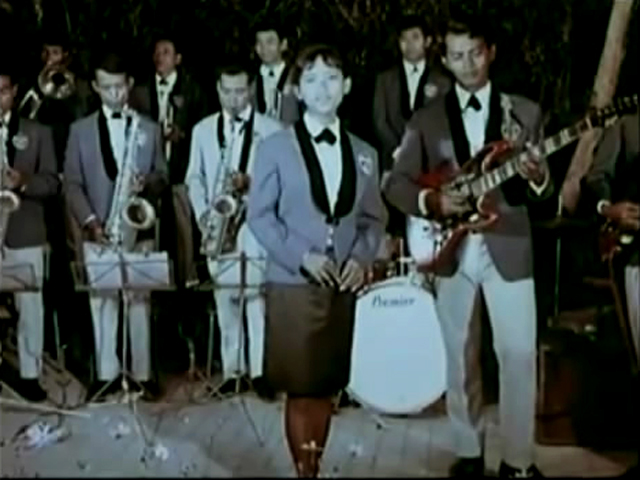
Savoeun đang hát trên sân khấu

So Savoeun (tiếng Khmer: សូ សាវឿន phát âm [sou saː.ˈʋɨən]; sinh ngày 1 tháng 6 năm 1945) là ca sĩ Campuchia thời thập niên 1960–1970.
Savoeun chuyên hát theo kiểu Sarawan. Bà là một ca sĩ nổi tiếng ở Campuchia trong suốt thập niên 1960 và đầu thập niên 1970. Bà thường biểu diễn song ca với Meas Samon cũng như với Ros Sereysothea, Pen Ran, Eng Nary, Chea Savoeun, Duk Kim Hak và nhiều nghệ sĩ khác.
Trước khi Khmer Đỏ đánh chiếm Phnôm Pênh, bà đã kịp thời trốn sang Thái Lan. Bà và chồng sau đó chuyển sang Pháp. Savoeun sinh sống bên ngoài Paris và hay đứng ra tổ chức các buổi hòa nhạc. Vì vậy, Savoeun được coi là một trong những đại diện cuối cùng của thế hệ nhạc sĩ Campuchia thời xưa. Bà góp mặt trong bộ phim tài liệu ngắn của Pháp mang tên Les Artistes Khmers nói về giới nghệ sĩ Khmer ở Pháp.
Savoeun từng đóng vai ca sĩ trong bộ phim Niềm vui sống.